# Vykořenění
Vykořenění může být chápáno jako:
- vykořenění společenské (opuštění přirozených svazků, lokální patriotismus, šovinismus)
- vykořenění citové (opuštění charakteru, zrušení zásadních dědičných a výchovných vlivů)
- vykořenění intelektuální (s konečnou platností je zrušena osudová závažnost jakýchkoli dogmat, které jsou považovány za intelektuální poddanství)

Tuto teorii rozvinul francouzský intelektuál Lucien Herr (1864–1926).